# Michel Brunet (Paläoanthropologe)

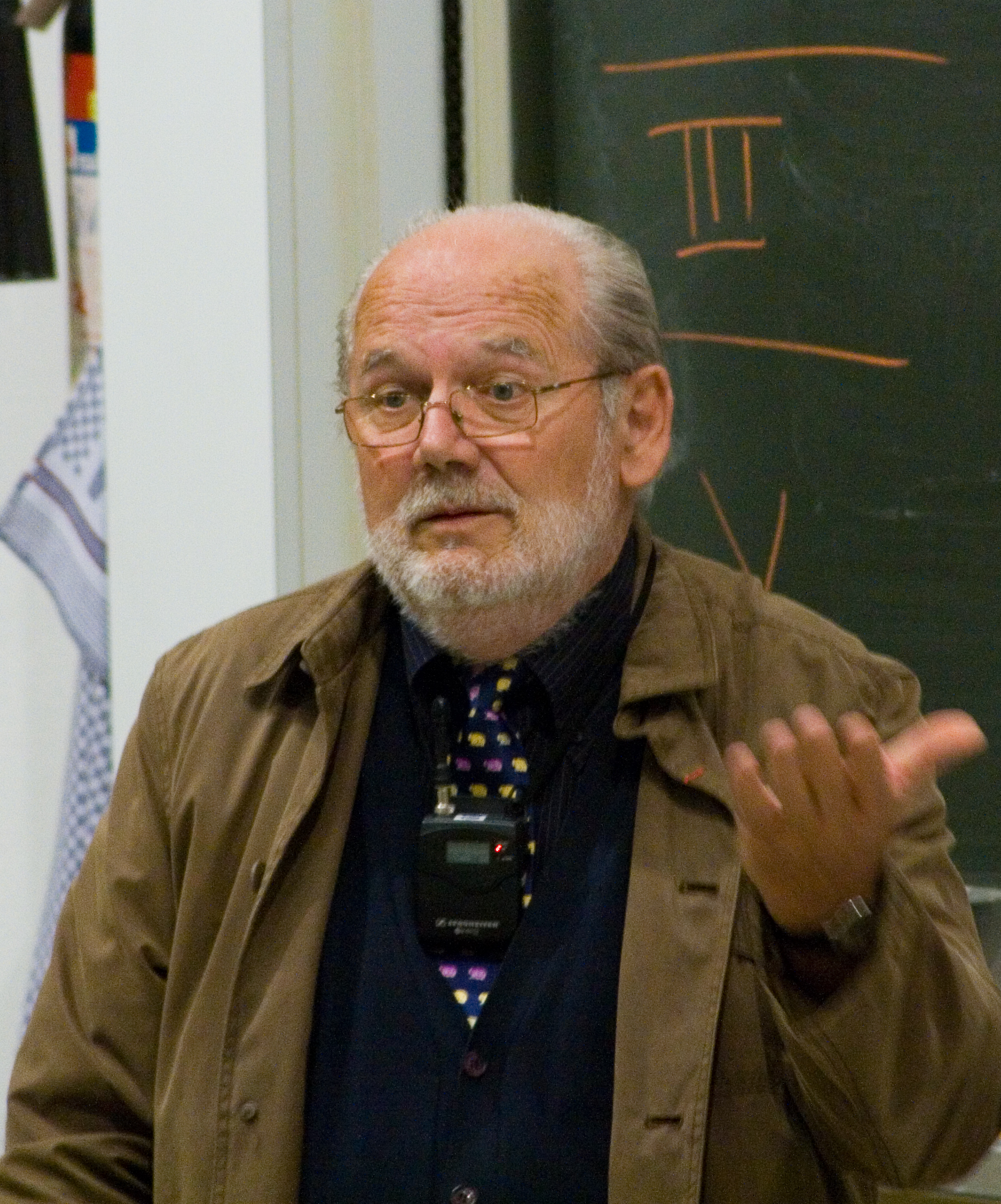
Michel Brunet (2008)

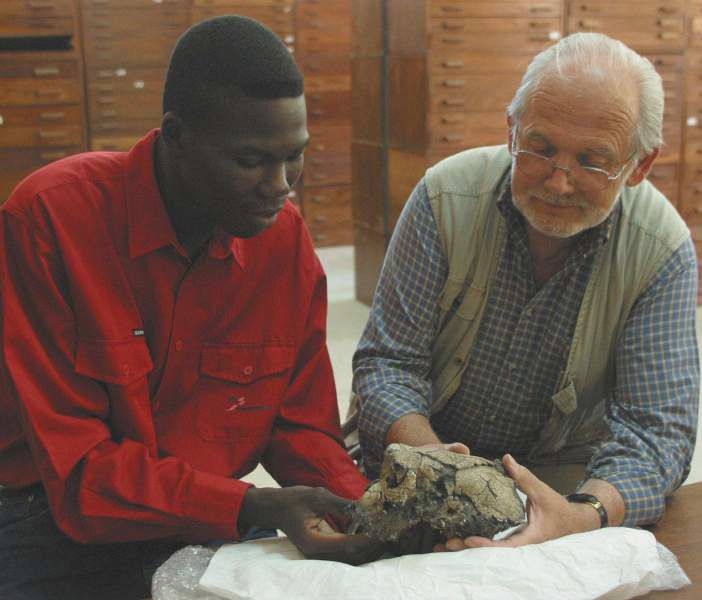
Michel Brunet und sein Assistent mit dem Schädel von Sahelanthropus tchadensis aus dem Miozän

Michel Brunet (* 6. April 1940 in Vienne, Département Isère, Frankreich) ist ein französischer Paläontologe und Paläoanthropologe. International bekannt wurde er vor allem aufgrund seiner Funktion als Grabungsleiter der Mission Paléoanthropologique Franco-Tchadienne im Norden des Tschad, wo sein Team 1995 in der Fundstelle KT 12 den Holotypus der neuen Art Australopithecus bahrelghazali entdeckte und 2001 – ebenfalls im Norden des Tschad, in der Fundstelle TM 266 – den Holotypus von Sahelanthropus tchadensis.

## Leben
Michel Brunet wuchs auf einem Bauernhof im südwestfranzösischen Poitou auf. Während des Zweiten Weltkriegs lebte er bei seiner Großmutter auf einem Dorf bei Poitiers. Erst im Alter von 8 Jahren kam er wieder zu seinen Eltern, die inzwischen in Versailles lebten. Er erwarb 1958 das Baccalauréat am Lycée Hoche in Versailles und studierte danach an der Pariser Sorbonne Naturwissenschaften und Paläontologie, wo er 1966 sein Studium mit einer Doktorarbeit im Fach Paläontologie abschloss. Danach wechselte er an die Universität Poitiers und befasste sich dort mit Säugetier-Fossilien aus dem Paläogen; 1975 erwarb er hier einen zweiten Doktorgrad. Seit 1989 ist er Professor an der Universität Poitiers und seit 2007 auch am Collège de France.
Ab 1976 erforschte er mit David Pilbeam Menschenaffen-Fossilien im Grenzgebiet von Pakistan und Afghanistan sowie im Irak. Aufgrund der unsicheren politischen Lage in diesen Ländern wandte er sich später afrikanischen Fundstätten zu, 1984 zunächst in Kamerun und ab 1994 im Tschad. Im Tschadbecken entdeckte die von ihm gegründete Mission Paléoanthropologique Franco-Tchadienne, eine Kooperation der Universität Poitiers, der Universität N’Djamena und des Centre National d'Appui à la Recherche (CNAR, N’Djamena), 1995 einen fossilen Unterkiefer; dieser wurde im folgenden Jahr als erster Beleg für die Art Australopithecus bahrelghazali ausgewiesen. Sieben Jahre später publizierte sein Team den Fund der neuen Gattung und Art Sahelanthropus tchadensis. Weitere Feldstudien führte er unter anderem in Nigeria, Togo, Südafrika, Libyen und Ägypten durch.

## Auszeichnungen
Michel Brunet ist unter anderem Chevalier der französischen Ehrenlegion, Officier des Ordre national du Mérite, des Ordre des Palmes Académiques und des Ordre National du Tchad.

## Belege
1. ↑  Michel Brunet et al.: Australopithecus bahrelghazali, une nouvelle espèce d'Hominidé ancien de la région de Koro Toro (Tchad). In: Comptes Rendus de l'Academie de Sciences – Serie IIa: Sciences de la Terre et des Planetes. Band 322, Nr. 10, 1996, S. 907–913 Kurzfassung (Memento vom 7. September 2015 im Internet Archive)
2. ↑  Michel Brunet et al.: A new hominid from the Upper Miocene of Chad, Central Africa. In: Nature. Band 418, 2002, S. 145–151, doi:10.1038/nature00879
3. ↑  Ann Gibbons: Profile: Michel Brunet. One Scientist's Quest for the Origin of Our Species. In: Science. Band 298, Nr. 5599, 2002, S. 1708–1711, doi:10.1126/science.298.5599.1708

| Personendaten    | Personendaten                                                                                                   |
| ---------------- | --- |
| NAME             | Brunet, Michel                                                                                                  |
| KURZBESCHREIBUNG | französischer Paläoanthropologe, Mit-Entdecker von Australopithecus bahrelghazali und Sahelanthropus tchadensis |
| GEBURTSDATUM     | 6. April 1940                                                                                                   |
| GEBURTSORT       | Vienne |